# لورينزو ميلجاريجو
لورينزو ميلجاريجو (بالإسبانية: Lorenzo Melgarejo) (10 أغسطس 1990 باراغواي - ) هو لاعب كرة قدم باراغواياني، يلعب كمدافع.

## وصلات خارجية
لورينزو ميلجاريجو على موقع الاتحاد الدولي (مؤرشف)  (الإنجليزية)
- لورينزو ميلجاريجو على موقع إي إس بي إن إف سي (الإنجليزية)
- لورينزو ميلجاريجو على موقع قاعدة بيانات كرة القدم.إي يو (الإنجليزية)
- لورينزو ميلجاريجو على موقع ناشيونال فوتبول تيمز (الإنجليزية)
- لورينزو ميلجاريجو على موقع Soccerbase.com (لاعب) (الإنجليزية)
- لورينزو ميلجاريجو على موقع Soccerway.com (الإنجليزية)
- لورينزو ميلجاريجو على موقع عالم كرة القدم.نت (الإنجليزية)
- لورينزو ميلجاريجو على موقع AS.com (الإسبانية)